# キラキラ (小田和正の曲)
「キラキラ」は、小田和正の楽曲である。2002年2月27日に通算21作目のシングルとして発売された。発売元はBMGファンハウス。

## 解説
フジテレビ系テレビドラマ『恋ノチカラ』の主題歌でもあり、2016年10月3日から2019年3月29日までTOKYO MXで放送の昼の情報番組『ひるキュン!』のテーマソングに使用された。2018年10月からは名古屋鉄道のCMソングとして再び使用されている。
小田がフジテレビのドラマ主題歌を手掛けるのは「ラブ・ストーリーは突然に」（『東京ラブストーリー』·1991年）以来のことである。今作は久々にオリコンにトップ3入りを果たし、初動でも自身2番目の記録を売上げた。また、2000年代及び21世紀に入ってからは最高位の売り上げを記録している。2002年4月に発売されたベスト・アルバム『自己ベスト』の1曲目に収録され、アルバムのヒットに貢献した。コーラスには坂本サトルと光田健一（元スターダスト・レビュー）が参加している。このCDの3曲目には、同曲のカラオケが収録されている。
小田の作品はアルバムはヒットしているものの1995年あたりからシングルの方は「伝えたいことがあるんだ」を除いてトップ10内に入ることはなかった。しかし、この「キラキラ」以降のシングルは8作連続でトップ10入りを果たし、オリジナルアルバムの方も売上げが大幅に伸びている。

## 収録曲
- 全作詞・作曲・編曲：小田和正

1. キラキラ (4:45)
2. I LOVE YOU (5:11)
1981年に発表されたオフコース時代の楽曲のセルフカバー。
3. キラキラ（LESS VOCAL） (4:46)

## 「キラキラ」のカバー
| アーティスト | 収録作品（初出のみ）                     | 発売日         | 規格      | 品番                   |
| ------------ | ---------------------------------------- | -------------- | --------- | ---------------------- |
| May J.       | Heartful Song Covers                     | 2014年3月26日  | CD+DVD CD | RZCD-59570B RZCD-59571 |
| KimaguRake   | 言葉にできない〜小田和正ベストカバーズ〜 | 2011年12月21日 | CD        | BVCL-297               |
| ONEW         | Who sings? Vol.1                         | 2022年6月1日   | 配信      | -                      |